# U quái xương cụt
U quái xương cụt (SCT) là một loại khối u được gọi là u quái phát triển ở đáy xương cụt và được cho là có nguồn gốc từ xương cụt nguyên thủy. U quái xương cụt lành tính 75% thời gian, ác tính 12% thời gian và phần còn lại được coi là "quái thai chưa trưởng thành" có chung đặc điểm lành tính và ác tính. U quái xương cụt lành tính có nhiều khả năng phát triển ở trẻ nhỏ dưới 5 tháng tuổi, và trẻ lớn hơn có nhiều khả năng phát triển u quái xương cụt ác tính. Các bộ ba Currarino (OMIM 176.450), do một NST thường đột biến chiếm ưu thế trong các gen MNX1, bao gồm một loạt u xương cùng (thường là u quái trưởng thành hay trước thoát vị màng não), hậu môn trực tràng dị tật và loạn sản xương cùng.

## Trình bày

### Biến chứng
Các biến chứng của mẹ khi mang thai có thể bao gồm hội chứng gương. Các biến chứng của mẹ khi sinh có thể bao gồm mổ lấy thai hoặc cách khác là sinh thường bằng âm đạo với chuyển dạ ngừng tiến triển.
Các biến chứng của hiệu ứng khối lượng của u quái nói chung được đề cập trên trang u quái. Các biến chứng của hiệu ứng khối lượng của một SCT lớn có thể bao gồm loạn sản xương hông, tắc ruột, tắc nghẽn đường tiết niệu, thận ứ nước và thai nhi ứ nước. Ngay cả một SCT nhỏ cũng có thể tạo ra các biến chứng của hiệu ứng khối lượng, nếu đó là presacral (Altman Type IV). Ở thai nhi, chứng ứ nước nghiêm trọng có thể góp phần vào sự phát triển phổi không đầy đủ. Ngoài ra ở thai nhi và trẻ sơ sinh, hậu môn có thể không có lỗ.